# Their Hero Son
Their Hero Son est un film muet américain réalisé par Allan Dwan et sorti en 1912.

## Synopsis
Un vieux couple rêve du retour de leur fils comme héros. Après bien des années, ils lui écrivent une lettre pour un rendez-vous. En fait, le fils est devenu le chef d'une bande de voleurs qui hante les montagnes…

## Fiche technique
- Réalisation : Allan Dwan
- Scénario : Gilbert P. Hamilton
- Date de sortie : États-Unis : 26 septembre 1912

## Distribution
- J. Warren Kerrigan
- Pauline Bush